# 簡靖庭
簡靖庭（かん せいてい、ウェード式：Chien Chin-Ting、2000年9月5日 - ）は、台湾の囲碁棋士。屏東市出身、台湾棋院、中華職業囲棋協会所属、五段。海峰杯プロ囲棋戦準優勝3回、天元戦挑戦者など。

## 経歴
幼稚園時代に囲碁を習う。2013年に鹿耳門母杯囲棋戦で準優勝しアマ七段認定、中華職業囲棋協会の囲棋道場加入。2014年、民生杯囲棋戦、楽活杯囲棋戦、鹿耳門母杯囲棋戦、竹林杯囲棋戦で優勝。2015年初段、中華職協新鋭隊加入。同年二段。
2016年海峰杯プロ囲棋戦準優勝。2017年新人王戦準優勝、棋王戦リーグ入り、グロービス杯世界囲碁U-20出場、中華職協精鋭隊加入、三段。2018年海峰杯準優勝、四段、天元戦リーグ入り。2019年中環碁聖戦準優勝。2020年五段。2021年海峰杯準優勝、天元戦挑戦者となるが王元均に2-4で敗れる。

### 主な棋歴
- 海峰杯プロ囲棋戦 準優勝 2016、18、21年
- 新人王戦 準優勝 2017年
- 中環碁聖戦 準優勝 2019年
- 天元戦 挑戦者 2021年
- 中国囲棋リーグ戦
  - 2017年丙級（海峰棋院）5-2
  - 2018年丙級（海峰棋院）6-1
  - 2019年乙級（環旭電子宝島）3-5